# Cable modem termination system

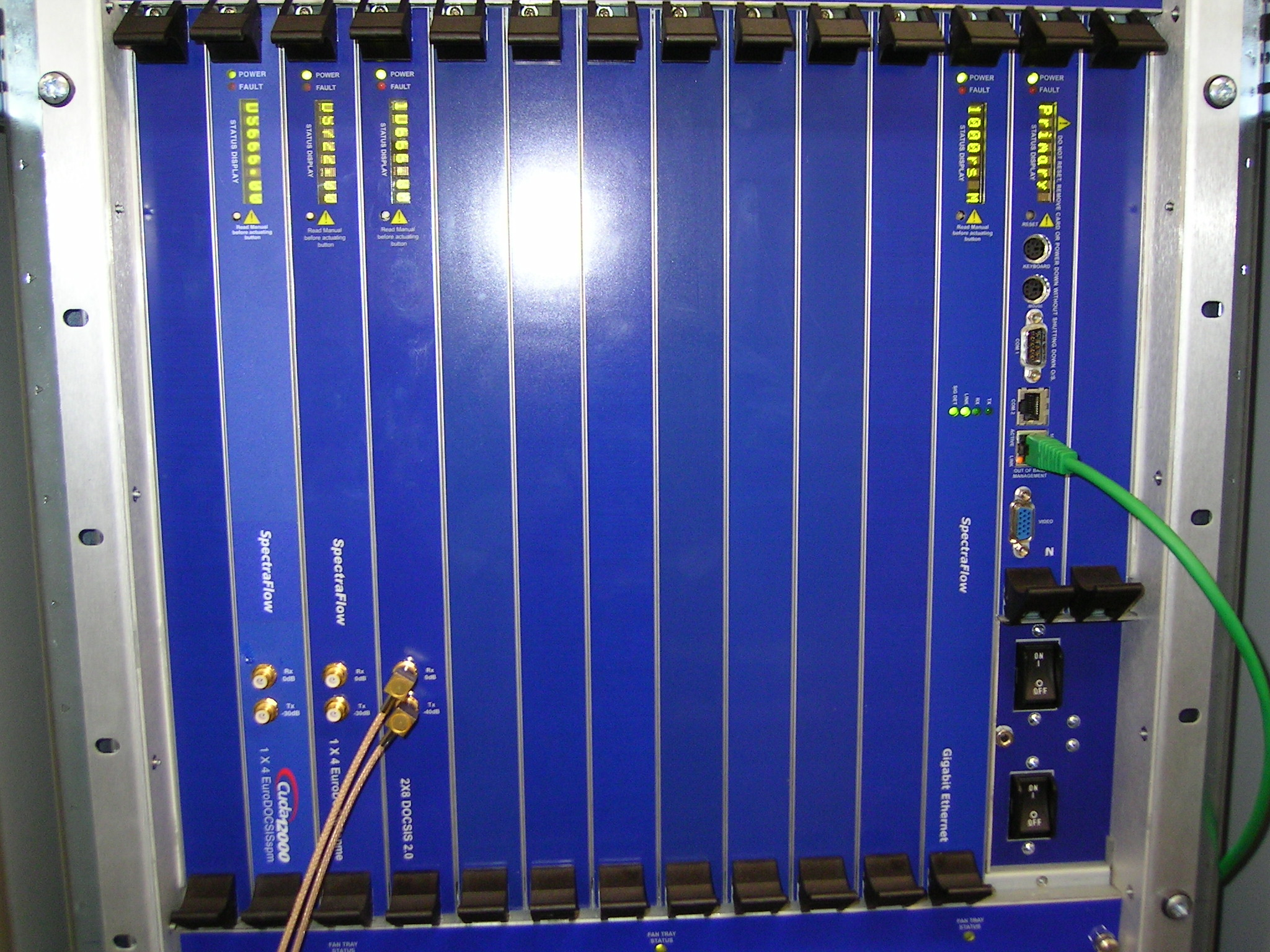
Een cable modem termination system

Cable modem termination system of kortweg CMTS is de algemene naam voor de centrale headend-controller in een kabelmodem-netwerk op basis van de DOCSIS- of Euro-DOCSIS-standaard.

## Algemeen
Voor de invoering van de DOCSIS-standaard had elke fabrikant een eigen protocol ontwikkeld voor de communicatie tussen het internet en eindgebruiker via een kabelmodem. In bijna elk systeem werd wel gebruikgemaakt van een centrale controller die in een zogenaamde headend-station geplaatst werd. Een dergelijke controller verzorgt een aantal functies, zoals:
- genereren en moduleren van het downstream signaal
- ontvangen en demoduleren van het upstream signaal
- omzetten van dataverkeer van/naar eigen (interne) protocol - meestal uitgaand van TCP/IP over ethernet
- beheer van modems en netwerk

## DOCSIS
Eind twintigste eeuw waren er dus diverse – eigen – protocollen op de markt. Een breedbandprovider die gekozen had voor een bepaald systeem zat daar min of meer aan vast: op een bepaalde headend-controller konden alleen modems van datzelfde merk gebruikt worden.
In 1997 werd de eerste DOCSIS-standaard 1.0 goedgekeurd, gevolgd door versie 1.1 in 1999.

## CMTS
Met een standaard protocol voor communicatie via een kabeltelevisienetwerk werd het nu dus mogelijk om apparatuur van verschillende leveranciers naast elkaar in te zetten: een modem van fabrikant A kon verbinding maken met een CMTS van een andere fabrikant. Het beheer van de modems was voor een groot deel gestandaardiseerd. Een modem kreeg bij het opstarten een IP-adres toegewezen en vervolgens werd via het TFTP-protocol een configuratie-bestand opgehaald. Operationele modems konden vervolgens via SNMP beheerd worden.

### Beheer issues
Er was echter weinig vastgelegd over het beheer van de CMTS-systemen zelf, waardoor veel providers ervoor kozen zo min mogelijk verschillende CMTS-systemen naast elkaar te gebruiken. Wel kunnen alle CMTS-systemen via SNMP beheerd worden.

## De basics
Een CMTS verpakt IP-pakketten in een MPEG-datastroom en die datastroom wordt vervolgens via QAM-modulatie verzonden over een kabelnetwerk. Data vanaf een DOCSIS-modem naar CMTS legt de omgekeerde weg af: het IP-verkeer wordt uit de ontvangen datastroom gehaald en uitgekleed tot IP-pakketten.
Andere basis-functies van een CMTS zijn onder andere encryptie om te voorkomen dat verkeer door derden wordt afgeluisterd of zelfs gewijzigd. Ook verzorgt de CMTS de betrouwbaarheid en kwaliteit van het dataverkeer via QoS- of Quality of Service-parameters: op deze manier kan verkeer vanaf bepaalde modems voorrang worden gegeven boven ander verkeer.

Ook belangrijk is het beheer van de modems: opstartende modems zoeken naar het downstream signaal van een CMTS en maken vervolgens verbinding ermee. Daarna wordt via DHCP en TFTP een (meestal privé) IP-adres en een configuratiebestand naar het modem gestuurd. De CMTS zorgt ervoor dat dit boot-proces correct verloopt en zorgt er verder voor dat de RF-verbinding tussen modem en CMTS stabiel blijft.

### Downstream
Zoals gemeld worden IP-pakketten verpakt in een MPEG-datastroom. Deze datastroom wordt vervolgens met behulp van QAM-modulatie op een tv-signaal gezet en verzonden via het kabelnetwerk. De bandbreedte van dit signaal is afhankelijk van de gekozen DOCSIS-standaard: US of EURO. Bij de meeste CMTS-systemen komt het downstream signaal op een vaste frequentie uit de RF-interface van die CMTS en zorgt een aparte upconverter voor de omzetting naar de gewenste frequentie.

### Upstream
Een enkel downstream-signaal kan gedeeld worden door een groot aantal modems. Het retoursignaal vanaf het modem naar de CMTS heeft veel minder bandbreedte beschikbaar. Mede hierom zijn bijna alle kabelinternet abonnementen daarom asymmetrisch: downloaden kan veel sneller dan uploaden.

Dit probleem wordt deels opgevangen door het gebruiken van verschillende upstream signalen: alle modems die verbinding maken met een CMTS delen één downstream-kanaal maar meerdere upstream-kanalen.

Upstream verkeer wordt verpakt in ethernet frames vanaf een modem naar de CMTS. Als modulatie-techniek wordt gebruikgemaakt van QPSK, x QAM of CDMA. Dit retourverkeer gebruikt de lage frequentieband tussen de 5 en 42 MHz.
Het splitsen en combineren van deze verkeersstromen gebeurt buiten de CMTS en is afhankelijk van het ontwerp van het kabel-tv-netwerk.

## Router
Een CMTS wordt door een gebruiker gezien als een router: het IP-adres van de CMTS is de default gateway voor de aangesloten computer of breedband-router. Veel CMTS-systemen hebben snelle ethernet interfaces met het lokale LAN van de provider. Daarnaast zijn er leveranciers die de CMTS hebben ingebouwd in bestaande – grotere – routersystemen. De CMTS-oplossingen van Cisco zijn hiervan voorbeelden: de bestaande lijn-routers van het bedrijf in de 7200 series werden de basis van de ubrs en tegenwoordig zijn er ook CMTS'en gebaseerd op de routerfamilie Cisco 10000 en 12000.